# Ботанічний сад Франкфурта-на-Майні
Ботанічний сад Франкфурта-на-Майні (нім. Botanischer Garten Frankfurt am Main) — ботанічний сад у місті Франкфурт-на-Майні (Гессен, Німеччина). Площа саду 7 га. Міжнародний ідентифікаційний код ботанічного саду — FRT.

## Загальний опис
Ботанічний сад є зеленою перлиною в центрі Франкфурта. Він розташований у зеленому поясі міста між парком Пальменгартен та парком Грюнебург. Раніше Ботанічний сад належав Франкфуртському університету. 2012 року він був переданий місту Франкфурт і тепер відноситься до сусіднього Пальменгартену.
Основна увага в ботанічному саду приділяється рослинності Центральної Європи з акцентом на рідкісні та зникаючі види, також тут представлена флора помірної зони Східної Азії, Північної Америки та Середземномор'я.

## Галерея

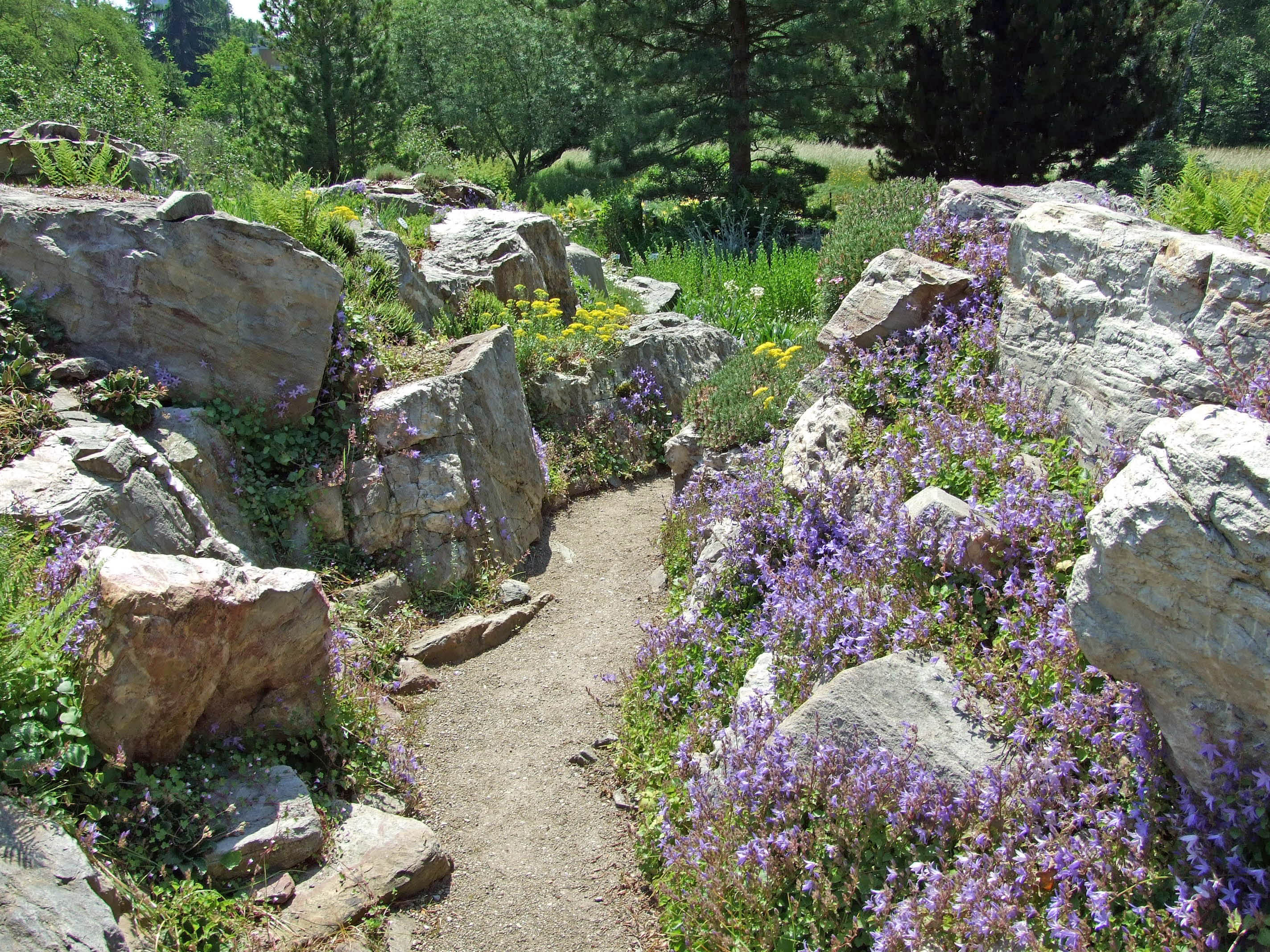
Альпінарій
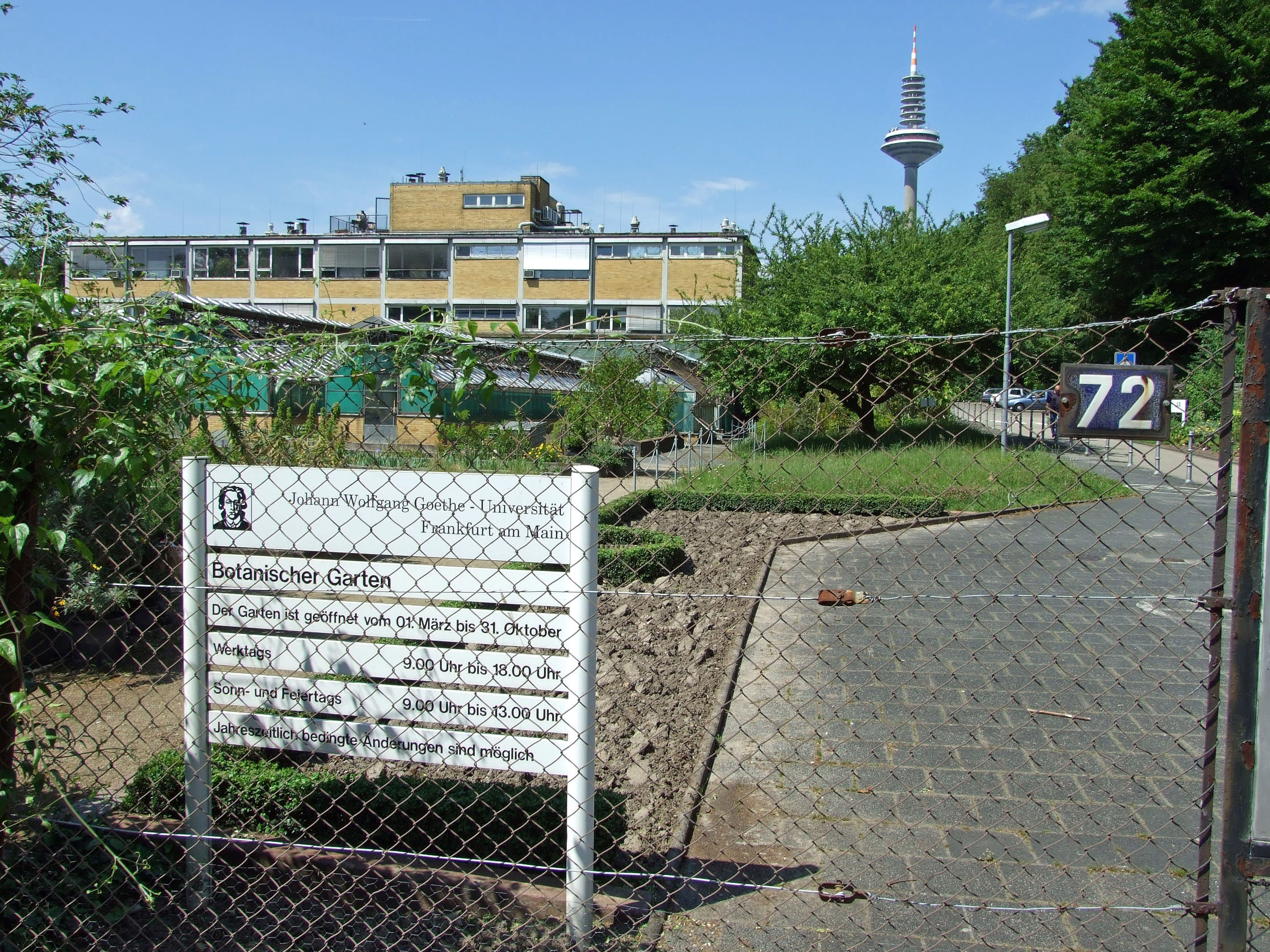
Вид на ботанічний сад
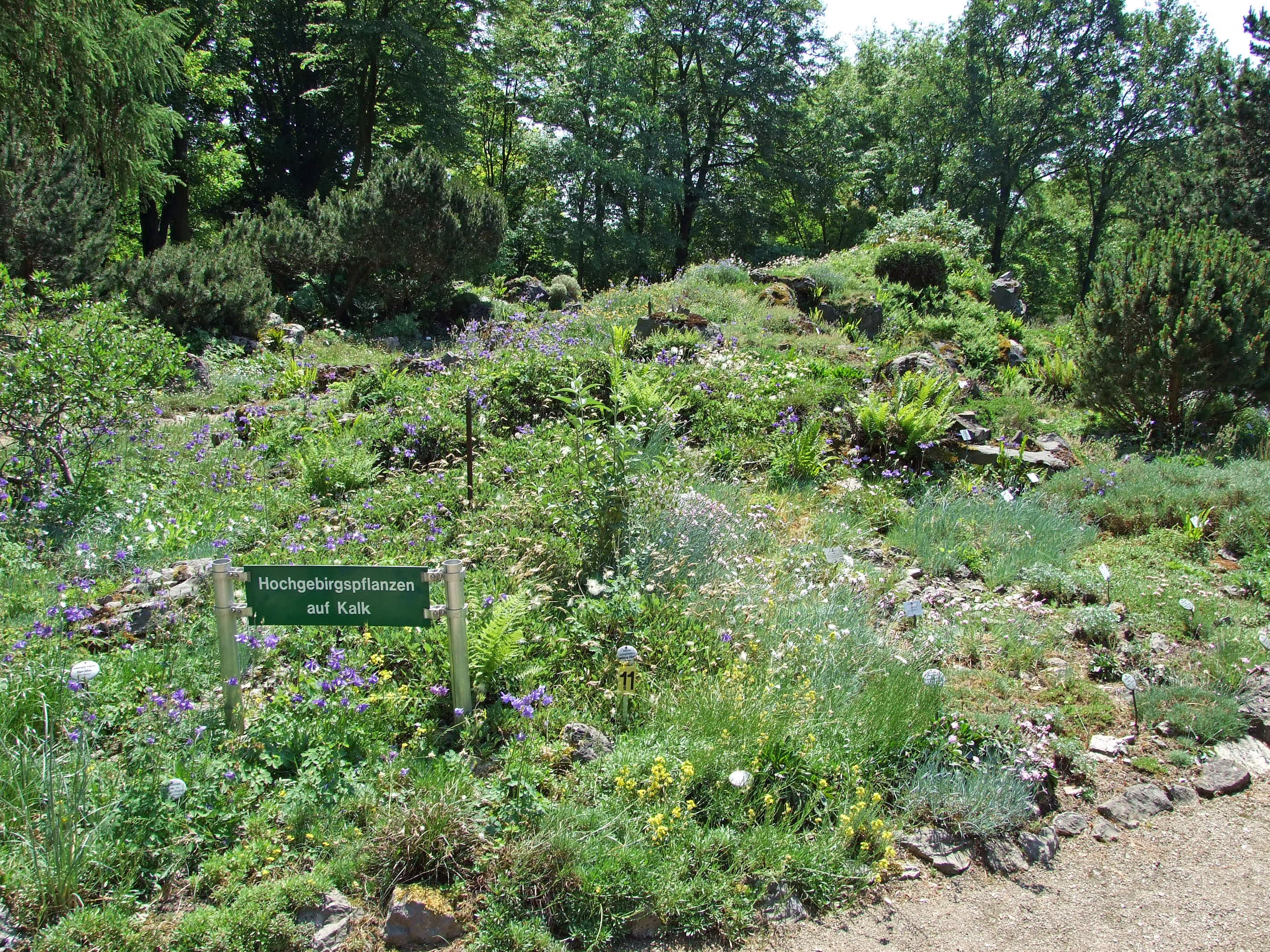
Група рослин
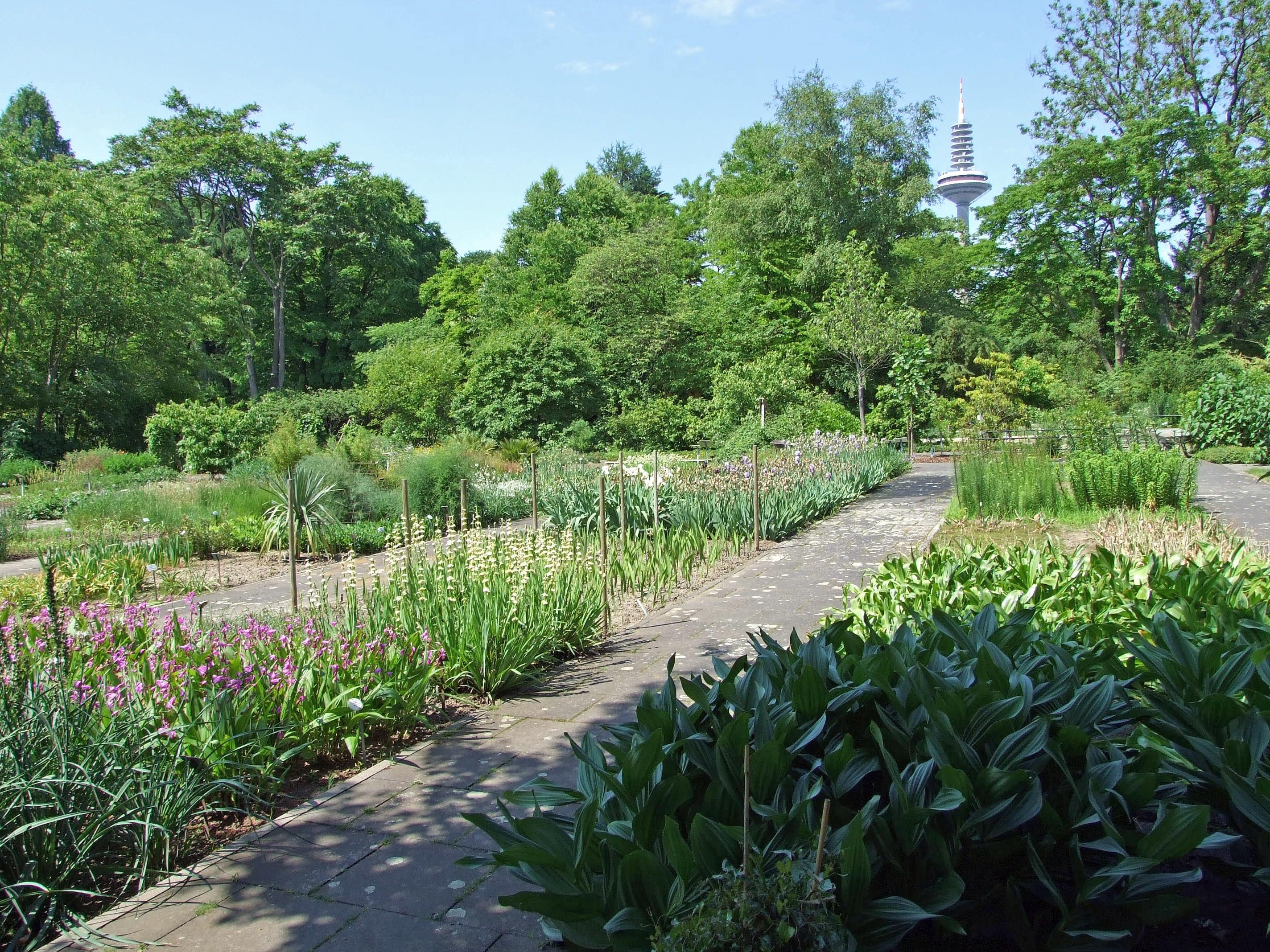
Систематична колекція